# 慶光院利彰
慶光院 利彰（けいこういん よしあき、1913年〈大正2年〉2月 - 没年不詳）は、日本の資産家。慶光院家第3代当主。

## 生涯

### 出自と前半生
神宮式年遷宮復興に尽力した慶光院の遺跡を継承した三重県士族・慶光院家の出身。利彰は伊勢神宮少宮司の慶光院利敬の嫡男として大正2年（1913年）2月に誕生する。父の利敬が二条斉敬の実子であるため、藤原鎌足の直男系男子孫にあたる。生母の増子は、利彰を出産した同年11月18日に死去した。
昭和9年（1934年）3月30日、学習院文科（甲類）を卒業。同年4月、京都帝国大学法学部に入学し、昭和12年（1937年）3月30日、卒業した。同年4月、京都帝国大学経済学部に入学し、昭和15年（1940年）3月30日、卒業した。この間、昭和13年（1938年）2月に父を喪い、同年3月に家督を継承した。
昭和17年（1942年）12月16日、所有する銅製神楽釜が重要美術品に認定された。
昭和25年（1950年）5月7日、公職に関する就職禁止、退職等に関する勅令に関連して、公職追放に該当しない者であることが認定された。

### 大塚製靴社員
利彰は大塚製靴に入社した。のちに同社の社長室長兼秘書課長に任じられている。
昭和32年（1957年）11月6日、USMC社社長ブラウン、副社長クーリッシュが来日し、これに応対した。
昭和33年（1958年）3月、近藤四郎助教授の監修のもと、PR映画『私たちのクツ』が製作され、指導の一人としてこれに参加した。
昭和39年（1964年）10月、チャーチ靴会社社長ステュワート・ケネディが来日し、これに応対した。
昭和40年（1965年）4月26日、大塚製靴は新商品「スリーワイズ」を発売、利彰はこの名前を考案した。
昭和41年（1966年）8月12日、秘書課長として、小島孝二販売第一課長と共に東京の有名靴店の2代目が集う親睦団体・七光会の欧米渡航に参加した。このとき利彰は、ヨーロッパの靴店のウィンドウで足囲部分に巻き尺を巻き付けたディスプレイを見てこれを撮影し、帰国後スリーワイズの宣伝広告に利用した。車内広告では、昭和42年（67年）・43年（68年）と2年連続で優秀車内ポスターに選ばれ、『週刊新潮』に掲載された「一つの長さに三つのサイズ」という雑誌広告で、昭和44年度（1969年度）に「消費者のためになった広告」展生活文化部門で最優秀賞を獲得した。
昭和44年（1969年）11月1日、玉川髙島屋ショッピングセンターが開店、この中に大塚製靴初のモデル店「SHU-PUB」として出店するが、この店名も利彰が考えた。
昭和46年（1971年）3月、翌年に創業100年を迎えるにあたり、利彰を委員長として「一〇〇周年記念事業企画委員会」が発足した。そこで記念パーティの開催や百年記念セールの実施、百年史の刊行が決まった。利彰は大塚製靴百年史編纂委員会委員長に就任した。
昭和47年（1972年）2月4日、大塚製靴が満百年を迎え、帝国ホテル孔雀の間に於いて記念パーティーが開催された。また、これに伴って同日、長年の精勤、「特に当社に即応した商標、商号を考案しこれを市場に周知せしめる努力を重ね海外諸会社との提携ならびに交流に際し格別の専門知識を発揮して」「国際的名声を高めた」功績により、表彰規定に従って桜章を授与された。12月3日、大塚斌社長・パピーシューズ重見肇と共にアメリカ合衆国へ出張、その後利彰のみ欧州へ航った。
昭和49年（1974年）12月11日、社長と共に欧州へ出張した。
昭和51年（1976年）1月1日、継続して行われていた編纂事業が終わり、『大塚製靴百年史』が刊行された。

## 系譜
出典が無い限り『人事興信録』14版上, p. ケ1を参照している。
- 父：慶光院利敬（1875 - 1938） - 伊勢神宮少宮司
- 母：慶光院増子（1885 - 1913） - 東園基愛長女[3][4]
  - 異母兄：俊（1903 - 1990） - 伊勢神宮大宮司[34]
  - 長姉：敏子（1904 - ） - 上野正雄後妻[35]
  - 次姉：治子（1905 - ） - 大久保利正妻[36]
- 妻：慶光院文子（1920 - ） - 二条正麿三女[37]
  - 男子：利致（1947 - ） - 霧島神宮宮司[注釈 4]